# Hlín

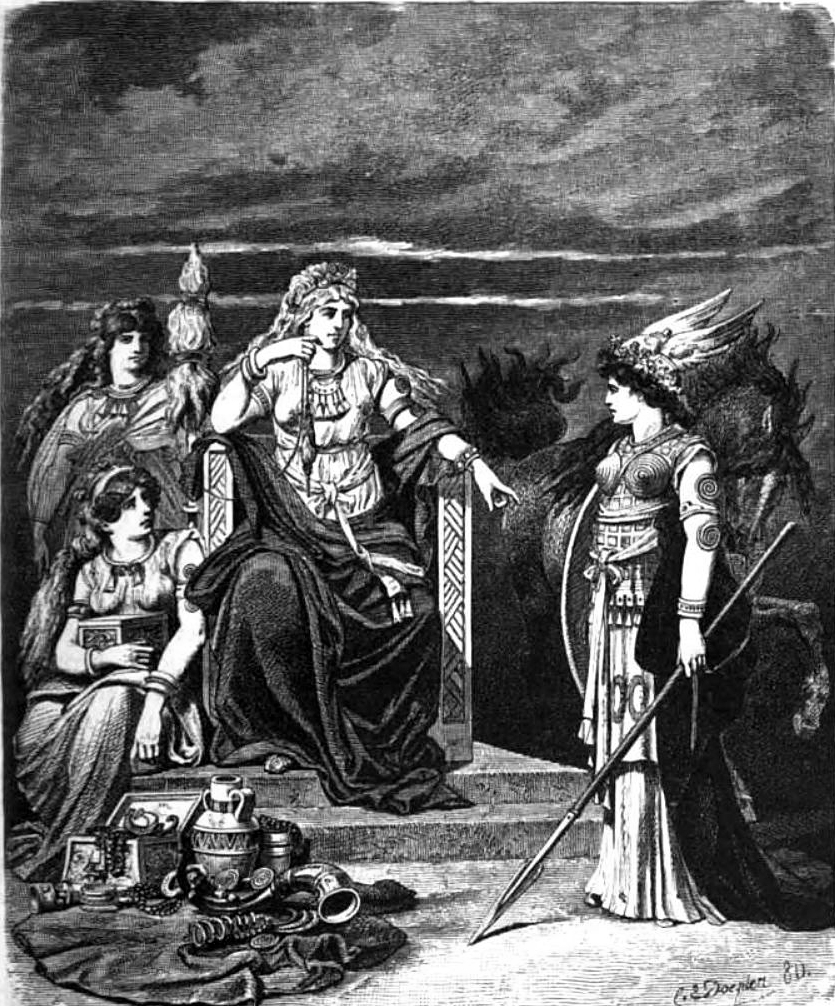
"Frigg e seus servos" por Carl Emil Doepler

Na mitologia nórdica, Hlin é uma das três sirventes de Frigg, junto com Fulla e Gná. Seu nome significa "protetora", e Frigg o da tarefa de proteger aos homens e consolar aos mortais apenados. Possívelmente Hlin é apenas outro nome de Frigg.